# Cortonai Szent Margit
Cortonai Szent Margit (olaszul: Margherita da Cortona), (Laviano, 1247 körül – Cortona, 1297. február 22.) a hamisan vádoltak, hajléktalanok, árvák, vezeklők, egyedülálló anyák, megtért prostituáltak és csavargók védőszentje.

## Élete
Édesanyja kicsi korától kezdve imádkozni tanította, ám amikor hétéves lett (1254), anyja hirtelen meghalt. Két évvel később apja elvett egy másik nőt, ám az rosszul bánt vele.
Tizenhét évesen elhagyta atyai otthonát, és egy Arsenio nevű nemeshez költözött Montepulciano melletti várába. Kilenc évig élt együtt kedvesével, aki kitüntette őt nemesi gazdagságával: szinte mindent megadott neki (gyönyörű ruhákkal és ékszerekkel halmozta el). 1273-ban azonban nagy fordulat jött létre Margit életében: egy nap Arsenio elment a kutyájával sétálni, ám kicsivel később a kutya vonyítva jött haza a gazdája nélkül. Margit keresni kezdte az urát, és a Petrignano erdőben rá is talált Arsenio szétszabdalt testére. Ezután Margit először vissza akart költözni szüleihez, ám mostohaanyja elüldözte. Ekkor döntötte el, hogy vezekelni fog.
Felkereste a Cortona melletti Le Celle ferences kolostort, és vezeklőruhát kért. Giunta Bevegnati nővér először megtagadta tőle, de később, 1276-ban beléphetett Margit a ferences harmadrendbe. Rengeteget szenvedett, de ő ezt boldogan eltűrte. Egy krónika ezt írja:
,,Egy napon Margit arra kérte Krisztust, hogy nevezze a leányának. Félelmetes komolysággal jutott el hozzá az Úr hangja: »Most még nem nevezlek a lányomnak, mert a bűn leánya vagy.« Isten rányitotta a szemét életének hibáira és bűneire. Megérintette az isteni tisztaság kérlelhetetlen fénysugara. Margit magába fogadta ezt a fényt, hogy azután majd a bűnbánat szentségében megnyíljon Isten kegyelme számára. Amikor a következő reggel a szentáldozáshoz járult, meghallotta Krisztus hangját: »Leányom.« Ennek a szónak a boldogságától áthatva újból és újból ezt rebegte: »A leánya vagyok. Ő mondta. Ó, Istenem végtelen édessége! Ó, régen vágyott szó, amelyért olyan állhatatosan könyörögtem! Az a szó, amelynek édessége felülmúl minden édességet! Az öröm óceánja! Leányom! Az én Istenem mondta! Leányom! Jézus nevez így engem!«”
Halála után Cortona megyében azonnal tisztelni kezdték. 1728 pünkösdjén XIII. Benedek pápa szentté avatta.

## Művei
- (szerk.) Giovanni Pozzi – Claudio Leonardiː Olasz misztikus írónők, Európa Könyvkiadó, Budapest, 2001, ISBN 963-07-6849-6, 109–131. o.